# Pseudattulus kratochvili
Pseudattulus kratochvili là một loài nhện trong họ Salticidae.
Loài này thuộc chi Pseudattulus. Pseudattulus kratochvili được Lodovico di Caporiacco miêu tả năm 1947.